# 消费者涉入
消费者涉入（英語：Involvement），或译作消费者卷入、消费者介入、（消费者）紧密联系、消费者参与度），指消费者在搜索、处理商品相关信息所花时间和消费者有意识地处理商品相关信息和广告所花精力，它决定消费者对信息类别的遴选和作出购买决策的过程。

## 分類

### 依投入程度分類
根据消费者投入的时间、精力的程度，可将商品分为高度涉入商品和低度涉入商品，其商品特性决定了其广告传播方式和效果上的差异。
- 高度涉入商品：消费者的品牌忠诚度较高，如汽车、教育、保险。
- 低度涉入商品：消费者的品牌忠诚度较低，如生活日用品。

### 依涉入標的物分類
廣告、產品、購買情境

## 影響消費者涉入程度的因素
- 個人特性：需要、重要性、興趣、價值觀、經驗、風險、社會外顯性。
- 刺激特性：方案差異性（如：價格因素）、傳播來源、傳播內容。
- 情境特性：購買／使用、場合。